# 亀島 (名古屋市)
亀島（かめじま）は、愛知県名古屋市中村区の地名。現行行政地名は亀島一丁目及び亀島二丁目。住居表示実施済み。

## 地理
名古屋市中村区の北東部に位置し、南に則武、北に井深町、西に則武本通、東に西区牛島町に接する。

## 歴史
江戸期まで愛知郡中野高畑村であった地域にあたる。

### 町名の由来
則武町の小字名「亀島」による。一説に、亀が多く生息していたことに由来するという。

### 行政区画の変遷
- 1940年（昭和15年）5月 - 中村区則武町の一部により、同区亀島町が成立[1]。
- 1974年（昭和49年）8月11日 - 亀島一丁目が亀島町・本陣通・鷹羽町・則武本通、亀島二丁目が亀島町・鷹羽町・則武町・則武本通のそれぞれ各一部により成立[1]。また同時に亀島町が廃止[1]。

## 世帯数と人口
2019年（平成31年）2月1日現在の世帯数と人口は以下の通りである。
| 丁目       | 世帯数    | 人口    |
| ---------- | --------- | ------- |
| 亀島一丁目 | 430世帯   | 715人   |
| 亀島二丁目 | 1,162世帯 | 1,888人 |
| 計         | 1,592世帯 | 2,603人 |

### 人口の変遷
国勢調査による人口および世帯数の推移。
| 1995年（平成7年）  | 1012世帯 2646人 |  |
| 2000年（平成12年） | 1154世帯 2492人 |  |
| 2005年（平成17年） | 1185世帯 2452人 |  |
| 2010年（平成22年） | 1413世帯 2562人 |  |
| 2015年（平成27年） | 1334世帯 2559人 |  |

## 学区
市立小・中学校に通う場合、学校等は以下の通りとなる。また、公立高等学校に通う場合の学区は以下の通りとなる。
| 丁目       | 番・番地等 | 小学校                 | 中学校               | 高等学校 |
| ---------- | ---------- | ---------------------- | -------------------- | -------- |
| 亀島一丁目 | 全域       | 名古屋市立ほのか小学校 | 名古屋市立笈瀬中学校 | 尾張学区 |
| 亀島二丁目 | 全域       | 名古屋市立ほのか小学校 | 名古屋市立笈瀬中学校 | 尾張学区 |

## 交通

### 鉄道
- 名古屋市営地下鉄
 東山線 亀島駅

### 道路
- 外堀通（愛知県道200号名古屋甚目寺線）
- 椿町通（名古屋市道椿町線）
- 清正公通

## 施設
- 名古屋亀島郵便局
- リッチモンドホテル 名古屋新幹線口
- スーパーホテル 名古屋駅前

## その他

### 日本郵便
- 郵便番号 : 453-0013[WEB 3]（集配局：中村郵便局[WEB 13]）。

### WEB
1. ↑  “愛知県名古屋市中村区の町丁・字一覧”.   人口統計ラボ. 2019年3月3日閲覧。
2. 1 2  “町・丁目(大字)別、年齢(10歳階級)別公簿人口(全市・区別)”.   名古屋市 (2019年2月20日). 2019年2月20日閲覧。
3. 1 2  “郵便番号”.  日本郵便. 2019年2月10日閲覧。
4. ↑  “市外局番の一覧”.   総務省. 2019年1月6日閲覧。
5. ↑  “中村区の町名一覧”.   名古屋市 (2017年6月1日). 2019年2月28日閲覧。
6. ↑  総務省統計局 (2014年3月28日). “平成7年国勢調査の調査結果(e-Stat) - 男女別人口及び世帯数 －町丁・字等” (CSV). 2021年7月20日閲覧。
7. ↑  総務省統計局 (2014年5月30日). “平成12年国勢調査の調査結果(e-Stat) - 男女別人口及び世帯数 －町丁・字等” (CSV). 2021年7月20日閲覧。
8. ↑  総務省統計局 (2014年6月27日). “平成17年国勢調査の調査結果(e-Stat) - 男女別人口及び世帯数 －町丁・字等” (CSV). 2021年7月21日閲覧。
9. ↑  総務省統計局 (2012年1月20日). “平成22年国勢調査の調査結果(e-Stat) - 男女別人口及び世帯数 －町丁・字等” (CSV). 2021年7月21日閲覧。
10. ↑  総務省統計局 (2017年1月27日). “平成27年国勢調査の調査結果(e-Stat) - 男女別人口及び世帯数 －町丁・字等” (CSV). 2021年7月21日閲覧。
11. ↑  “市立小・中学校の通学区域一覧”.   名古屋市 (2018年11月10日). 2019年1月14日閲覧。
12. ↑  “平成29年度以降の愛知県公立高等学校（全日制課程）入学者選抜における通学区域並びに群及びグループ分け案について”.   愛知県教育委員会 (2015年2月16日). 2019年1月14日閲覧。
13. ↑  郵便番号簿 平成29年度版 - 日本郵便. 2019年02月26日閲覧 (PDF)

### 書籍
1. 1 2 3  名古屋市計画局 1992, p. 771.